# Сидоров Іван Данилович
Іва́н Дани́лович Си́доров (1910, село Нижньодєвицьк, тепер Воронезької області Російська Федерація — березень 1983, місто Миколаїв) — радянський діяч органів державної безпеки. Депутат Верховної Ради УРСР 3-го скликання.

## Біографія
Народився у родині садівника-городника. Після смерті батька з 1921 року виховувався у родичів.
Член комсомолу з 1925 року. З 1926 року працював робітником житлово-арендного кооперативного товариства № 1 у місті Воронежі.
У 1928 році закінчив Воронезьку вечірню школу-семирічку. До червня 1929 р. — безробітний Воронезької біржі праці. У червні-серпні 1929 р. — чорнороб Єлецького міського комунального господарства. У серпні — жовтні 1929 р. — уповноважений «Коопхліба» у місті Липецьку. У жовтні 1929 — серпні 1931 р. — чорнороб, формівник чавунно-ливарного цеху Воронезького машинобудівного заводу імені Комінтерну.
Член ВКП(б) з січня 1931 року.
У серпні 1931 — лютому 1932 р. — слухач Воронезького інституту механізації сільського господарства.
У лютому 1932 — лютому 1933 р. — слухач Центральної школи ОДПУ СРСР.
У лютому 1933 — жовтні 1934 р. — уповноважений оперативного сектора ОДПУ-НКВС у місті Бєлгороді. У жовтні 1934 — січні 1935 р. — слухач курсів УНКВС Воронезької області.
У січні 1935 — грудні 1936 р. — оперуповноважений Економічного відділу УДБ Управління НКВС по Курській області. У грудні 1936 — жовтні 1937 р. — оперуповноважений 5-го відділення 3-го відділу УДБ Управління НКВС по Курській області.
У жовтні 1937 — червні 1939 р. — начальник 5-го відділення 3-го відділу УДБ Управління НКВС по Орловській області.
У червні 1939 — вересні 1941 р. — начальник Орджонікідзеградського міського відділу НКВС Орловської області.
У вересні 1941 — 1943 р. — заступник начальника 4-го відділу Управління НКВС по Орловській області; начальник штабу партизанського руху Брянського фронту. У травні-жовтні 1943 р. — начальник 4-го відділу Управління НКДБ по Орловській області.
У жовтні 1943 — грудні 1945 р. — начальник 4-го Управління НКДБ Української РСР у місті Харкові, потім у Києві.
У грудні 1945 — грудні 1949 р. — начальник Управління Народного комісаріату — Міністерства державної безпеки УРСР по Кіровоградській області.
У грудні 1949 — березні 1953 р. — начальник Управління Міністерства державної безпеки УРСР по Волинській області.
У травні — вересні 1953 р. — заступник начальника Управління Міністерства внутрішніх справ УРСР по Миколаївській області. У вересні 1953 — квітні 1954 р. — начальник Управління Міністерства внутрішніх справ УРСР по Миколаївській області.
У квітні — серпні 1954 р. — виконувач обов'язків начальника Управління Комітету державної безпеки УРСР по Миколаївській області. У серпні 1954 — травні 1961 р. — начальник Управління Комітету державної безпеки УРСР по Миколаївській області.
У липні 1961 — грудні 1965 р. — начальник 1-го відділу підприємства поштова скринька № 27 у місті Миколаєві. У грудні 1965 — серпні 1969 р. — пенсіонер у Миколаєві. У серпні 1969 — грудні 1978 р. — начальник відділу кадрів Миколаївського кораблебудівного інституту.
З грудня 1978 р. — на пенсії у місті Миколаєві.

## Звання
- молодший лейтенант державної безпеки (23.02.1936)
- лейтенант державної безпеки (2.06.1939)
- старший лейтенант державної безпеки (11.05.1942)
- майор державної безпеки (11.02.1943)
- підполковник державної безпеки (22.12.1943)
- полковник державної безпеки

## Нагороди
- два ордени Червоного Прапора (5.11.1944, 5.11.1954)
- два ордени Червоної Зірки (2.02.1942, 21.05.1947)
- чехословацький орден «Військовий хрест 1939 року»
- 11 медалей
- заслужений працівник НКВС (28.01.1944)